# Renata Przygodzka
Renata Przygodzka (ur. 24 grudnia 1965 w Pucku) – polska ekonomistka, nauczyciel akademicki i samorządowiec, doktor habilitowany nauk ekonomicznych, w latach 2012–2015 zastępca prezydenta Białegostoku.

## Życiorys
Do 1980 mieszkała w Helu, potem wraz z rodziną przeniosła się do Białegostoku. Ukończyła w 1989 ekonomię w Filii Uniwersytetu Warszawskiego w Białymstoku. W tej samej jednostce w 1996 uzyskała stopień naukowy doktora na podstawie pracy zatytułowanej Zasoby pracy a wielofunkcyjny rozwój obszarów wiejskich. Habilitowała się w 2007 na Wydziale Ekonomicznym Uniwersytetu w Białymstoku w oparciu o rozprawę pt. Fiskalne instrumenty wspierania rozwoju rolnictwa – przyczyny stosowania, mechanizmy i skutki. Specjalizuje się w zagadnieniach z zakresu finansów publicznych, zarządzania publicznego oraz ekonomii sektora publicznego.
Zawodowo związana z macierzystą uczelnią i następnie z Uniwersytetem w Białymstoku. Została profesorem nadzwyczajnym UwB oraz kierownikiem Zakładu Ekonomii Sektora Publicznego. Do 2012 była prodziekanem Wydziału Ekonomii i Zarządzania. Od 2009 do 2012 pracowała jako profesor nadzwyczajny w Instytucie Spraw Publicznych Uniwersytetu Jagiellońskiego. Wykładała również w Wyższej Szkole Ekonomicznej w Białymstoku.
Wstąpiła do Platformy Obywatelskiej. Z jej rekomendacji w 2012 objęła stanowisko zastępcy prezydenta Białegostoku Tadeusza Truskolaskiego. Pełniła tę funkcję do 2015. W wyborach parlamentarnych w tym samym roku z listy PO bez powodzenia kandydowała do Sejmu w okręgu białostockim.
Napisała ponad 115 publikacji naukowych.